# Дулкадир-бей
Дулкадир-бей  — мифический предок династии, правившей в бейлике Дулкарирогулларов. Происходил из огузского племенного союза Бозок. Его сын Караджа-бей в 1337 году захватил у Хулагуидов Эльбистан и основал бейлик Дулкадиридов. Мифическому Дулкадиру бейлик и династия обязаны своим названием.

## Происхождение
О жизни Дулкадира-бея известно мало. Так Арифи-паша указывает, что Караджа-бей был сыном некоего Дулкадира-бея, который умер в 1310 году. Некоторые сведения о Дулкадире есть в Караман-наме. Согласно автору Караман-наме, Шикари (ум.1584), отца Караджи-бея звали Дулкадир. Дулкадир-бей, якобы, послал своего сына во главе отряда из сорока тысяч человек, чтобы помочь сельджукской армии против Караманоглу Мехмета-бея. Эрол Гюнгёр называет отца Караджи-бея Хасан Дулкадир-бей.

## Имя
Существуют разногласия между историками и лингвистами относительно значения и происхождения имени или прозвища Дулкадир. Вероятно, оно тюркское. Ф. Шумер предположил, что, возможно, это искажённо звучавшее имя Абдулкадир. А. фон Габайн предложила ещё один вариант истолкования имени: tulga+dar= носитель шлема. На арабском Д(З)у’ль-Кадр ( Д(З)у’ль-Кадир) означает могущественный, могучий.